# Унакіт
Унакіт — метаморфічна порода, яка є зміненим гранітом, що складається з рожевого ортоклазового польового шпату, зеленого епідоту та, як правило, безбарвного кварцу.

## Відкриття
Вперше унакіт був знайдений у Сполучених Штатах у гірському масиві Унака в Північній Кароліні, від чого і отримав свою назву. Унакіт існує в різних відтінках зеленого та рожевого і зазвичай має плямистий вигляд.

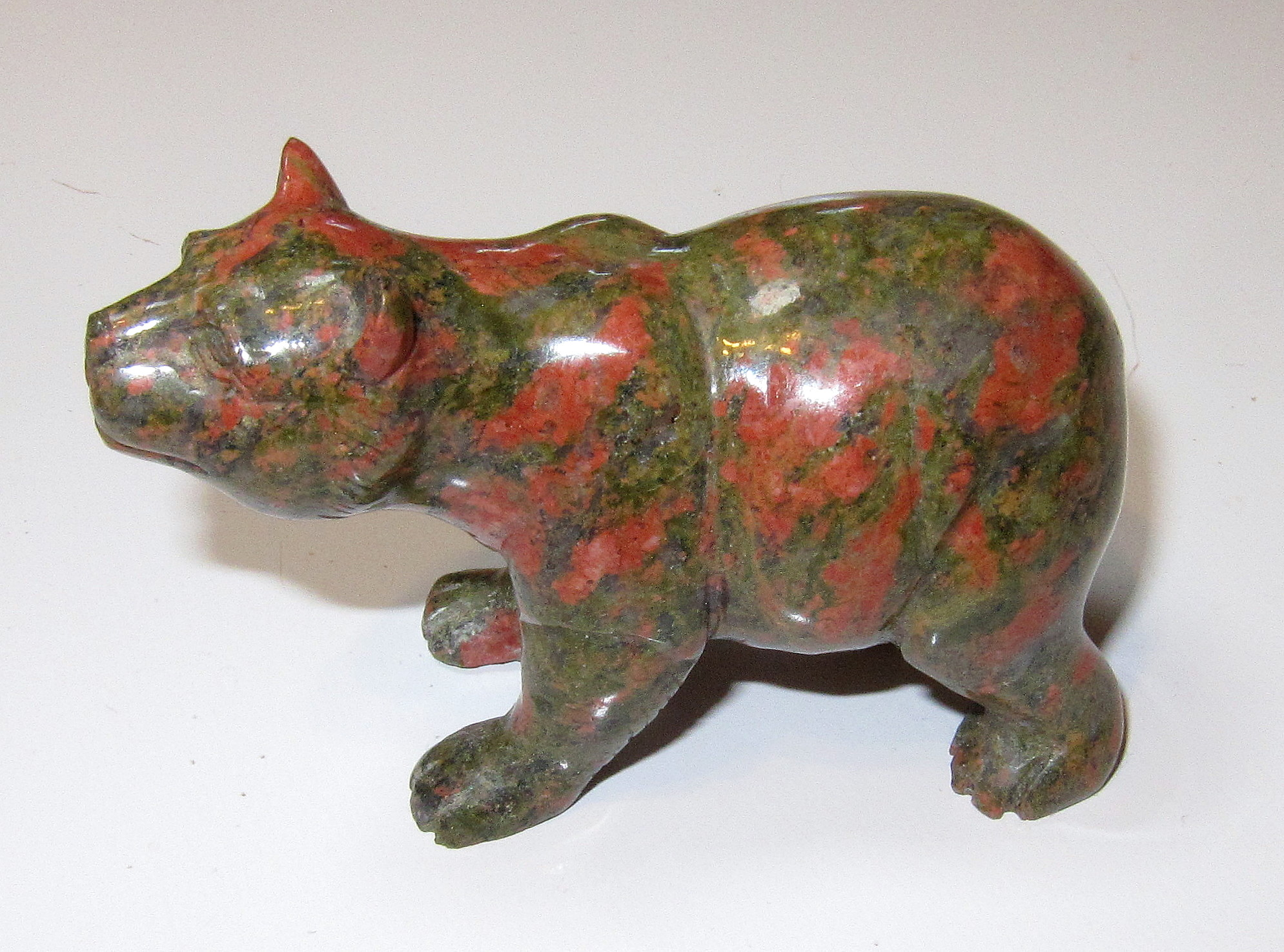
Ведмідь, вирізаний з унакіту. Довжина 8 см.

## Використання
Унакіт хорошої якості вважається напівдорогоцінним камінням; він потребує гарного полірування та часто використовується в таких ювелірних виробах, як намистини або кабошони, яйця, сфери та різьблені зображення тварин. Його також називають епідотизованим або епідотним гранітом.

## Структура
У деяких відкладеннях Блакитного хребта присутній епідотизований золотий гнейс із листуватою структурою.
Домінуючий зелений епідот в унакітових породах є продуктом метасоматичної зміни плагіоклазового польового шпату, тоді як кристали ортоклазу та кварцу залишаються незмінними.

## Розподіл
Унакіт можна знайти у вигляді гальки та кругляка з льодовикового дрейфу по всьому Середньому Заходу США. Також зафіксовані прояви у Вірджинії, де його знаходять у річкових долинах, промитих потоками з гір Блакитного хребта. Унакіт, вперше знайдений у Сполучених Штатах, поширений у всьому світі, також повідомлялося про його виявлення в Південній Африці, Сьєрра-Леоне, Бразилії, Китаї, Індії та Австралії.
У деяких матеріалах, позначених як унакіт, відсутній польовий шпат, і їх правильніше називати епідозитом; його також використовують для виготовлення намиста та кабошонів.